# Тимчак Микола Михайлович
Мико́ла Миха́йлович Тимча́к (* 1 березня 1956, смт Велика Березовиця, Тернопільського району, Тернопільської області) — український поет, художник, скульптор, іконописець, різьбяр, автор і виконавець
пісень, Член НСПУ. 
Лауреат літературних премій імені Валер'яна Поліщука та імені Миколи Островського, Авеніра Коломийця, Грицька Чубая, Івана Низового, імені Світочів.

## Біографічні відомості
Закінчив філологічний факультет Рівненського педінституту (тепер Рівненський державний гуманітарний університет). Працював учителем у школах Рівненщини, кореспондентом-газетярем, вихователем та викладачем Дубенського культосвітнього училища, заступником голови Дубенського райвиконкому на Рівненщині. Обирався депутатом Рівненської обласної ради. Започаткував щорічне Свято козацької слави на Козацькому редуті побіля Дубна, Свято українського вояцтва  у селі Майдан на Дубенщині. За вагомий вклад у життя міста Дубна нагороджений почесною відзнакою «Кришталевий жолудь». Є автором слів гімну цього міста. 
Учасник першого фестивалю «Червона рута» 1989 р., першого фестивалю української авторської пісні та співаної поезії «Оберіг-89» у м. Луцьку, Міжнародного  Шевченківського форуму «В сім'ї вольній, новій», 1989 р., фестивалю української поезії «Золотий гомін», 1990 р.,  Всесвітнього форуму українців 1992 року, був сценаристом, ведучим і автором-виконавцем пісень звіту Рівненської області у телепередачі «Сонячні кларнети», Як різьбяр брав участь у всеукраїнських заходах: Свято різьбярств у Пирогові, 1986 р.,  обласні свята народної творчості. Його персональні виставки відбувалися в Рівному, Дубні, Крем'янці. Роботи Миколи Тимчака (різьба по дереву) закуплені музеями Києва і Крем'янця. Він є автором пам'ятника на Козацькому редуті між селами Плоска і Семидуби Дубенського району Рівненської
області, архітектором каплиці, що споруджена на цьому святому місці.
Його руками і за його проектами споруджені пам'ятники борцям за волю і незалежність України у селах Верба і Мирогоща на Дубенщині, Ужинець — на Млинівщині, гранітний постамент пам'ятника Тарасу Шевченкові  в Дубні. Він є автором меморіальної дошки Іоанну-Павлу II у Польщі, Миколі Лисенку, Уласу Самчуку, Тадеушу Чацькому, війську Богдана Хмельницького, Антонію Мальчевському, сотнику Дубенського козацтва Миколі Боришкевичу, краєзнавцеві Ігорю Лозов'юку, поету Арсену Левковичу, братам Носалям у місті Дубні. Його пензлем і різцем відроджено десятки духовних святинь Волині, Рівненщини і Тернопільщини.  Митець брав участь в археологічних розкопках на «Козацьких могилах»  та біля
Звенигорода на Львівщині, які проводив І. К. Свєшніков.   
Микола Тимчак стояв біля стерна Народного Руху України на Дубенщині, створював із побратимами товариство «Просвіта» у місті, районі та області, сприяв відродженню козацтва і Союзу українок на Волині. Був делегатом Установчого з'їзду Народного Руху України «За перебудову», 1989 р.
Окремими виданнями вийшли збірки поезій:
- «Співаниця» (1987),
- «Сніги» (2005),
- «Посвіт любові» (2006),
- «Крила на вітрі» (книга вибраних творів) (2016),[11]
- «Розкоп» (поема) (2018),
- "Солоний шлях" (2021);

книги прози (новели)
- «Визволи нас від лукавого» (2009), збірка для дітей
- «Бавило» (2006);
- «Дарунок від Миколая» (2016, 2020).